# گروهبان اسلاتر
گروهبان اسلاتر (انگلیسی: Sgt. Slaughter؛ زادهٔ ۲۷ اوت ۱۹۴۸) کشتی‌گیر کشتی حرفه‌ای، کشتی حرفه‌ای، و کشتی حرفه‌ای، اهل ایالات متحده آمریکا است.
وی همچنین برندهٔ جوایزی همچون تالار شهرت دبلیو دبلیو ای شده‌است.